# Kink.com
Kink.com es una empresa de filmes cinegráficos, con sede en San Francisco, dedicada a las prácticas BDSM y fetichismo.

## Hogtied.com
Kink.com fue iniciada por el británico Peter Acworth en 1997, mientras que era estudiante de Economía en la Universidad Columbia. Tras haber leído una historia en un tabloide británico, sobre un bombero que ganó 250,000 libras en muy poco tiempo tras iniciar un sitio de pornografía en Internet, Peter Acworth decidió iniciar su propio negocio.
Tras haberse descrito a sí mismo como un hombre interesado, durante mucho tiempo, en el bondage, Peter Acworth orientó su sitio web hacia el porno BDSM. El sitio acabó siendo bautizado como "Hogtied.com" e, inicialmente, tenía contenido licenciado de otros productores primarios. El sitio tuvo éxito, y ganaba varios miles de dólares por día, tras lo que Acworth decidió abandonar sus estudios para dedicarse completamente al sitio.